# Eriocottis pyrocoma
Eriocottis pyrocoma is een vlinder uit de onderfamilie Eriocottinae van de familie Eriocottidae. De wetenschappelijke naam van de soort is voor het eerst geldig gepubliceerd in 1891 door Edward Meyrick.